# Keigan Parker
Keigan Parker (*Livingston, Escocia, 8 de junio de 1982), futbolista escocés. Juega de delantero y su primer equipo fue St. Johnstone F.C..
- Datos: Q6383581